# بخش تحقیقات (مجموعه تلویزیونی)
پخش تحقیقات (به فرانسوی: Section de recherches) یک مجموعه تلویزیونی فرانسوی است که برای اولین بار در تاریخ ۱۱ ماه مه ۲۰۰۶ از شبکه تی‌اف۱ فرانسه پخش شد. این سریال در ۱۳ فصل و در ۱۵۵ قسمت از سال ۲۰۰۶ تا کنون در کشور فرانسه تولید شده‌است.
این مجموعه فرانسوی با ژانر جنایی-پلیسی به کارگردانی دومینیک لانسه لوت و استیو باول تولید شده است و بازیگرانی چون ژاویر دالو، کریستل لابود، مانون آزم و ... در آن نقش آفرینی کرده‌اند.
در این سریال پلیسی، اعضای تیم تحقیقات همه توانشان را روی پرونده‌های کودک ربایی، ناپدید شدن‌ها و جنایات شرورانه متمرکز می‌کنند. این تیم مجاز است تحقیقات خود را در خارج از مرزهای فرانسه نیز گسترش دهد.